# Forth
Forth是1960年代末期，由查理斯·摩爾发展出来在天文台使用的電腦自動控制系統及程序设计语言，允许使用者很容易組合系統已有的簡單指令，定义成為功能较复杂的高階指令。由於其結構精簡、執行快速、操作方便，廣為當代天文學界使用。八十年代以後，有愛用者成立Forth Interest Group在世界各地推廣，並陸續在各类计算机上建立Forth系統及標準的语言。

## 简介
Forth以可延伸的词典为核心，采用以堆栈为基础的高度模块化结构，是一种将解译器和编译器合并运用的双态系统。使用FORTH，可在编译过程中检测差错，并且逐步扩充编译程序代码。利用標準Forth所写的程序几乎不必大修改，就能在各类计算机运作；甚至在特別设计的电脑上可以完全放棄组合语言，直接由Forth转化成机器语言，就好像现代的Java虚拟机。同时，使用者也可以把自己定义的运算功能加入编译器中，使Forth语言更有弹性。
Forth是一种可扩展的，交互式的语言。亦适用於小型的嵌入式电脑，现在它几乎可以在任何主流的芯片上解译和编译，甚至已有多種可直接运行Forth指令的芯片。在电子表格，专家系统，多用户数据库，和分布式实时控制系统中有广泛的应用。表面来看，Forth是一种基于堆栈的概念机。例如要计算（3+4）*5，程序就是：3 4 + 5 *。首先把3和4入堆栈，然后调用+子程序，把堆栈的最顶上两个元素取出（也就是3和4）进行加法运算，然后把结果入堆栈，然后把5入堆栈，然后调用*子程序，把最顶的2个元素，也就是7和5取出，并进行乘法运算，然后把结果入堆栈，最后的。把结果从堆栈中取出列印。事实上这是一种最简单有效的概念机。当然Forth远远不止这些。
最常用在内建程序，以及系统与过程控制，它也用在微电脑上。主要运用在数据搜集与处理、图形处理、专家系统，以及实时流程控制等。

## 样例程序
下面是一个在标准输出设备上输出Hello World的简单程序，这种程序通常作为开始学习编程语言时的第一个程序： 
```
:
 
run-hello
 
\定义一个单词，名字叫run-hello

  
."
 
Hello, world!
"
 
CR
 
;

run-hello

```

只有在编译模式，也就是在定义一个单词的中使用."指令，才能输出字符串。

## 从程序员的角度看Forth
用Forth的“追随者”的话来说，Forth是一种“人机一体”的语言。在程序员的意识中必须要有一台逻辑上的机器（可能是实际的芯片，也可能是虚拟机）。这台机器拥有两个堆栈（数据堆栈和返回堆栈），一个词典（在Forth中的词（word）对应于高级语言的函数或者子程序，若干的词构成词典。）一个内部解释器和一个外部解释器。
和Forth语言一样，也是基于堆栈的程序设计语言还有PostScript。基于堆栈的工具还有linux下的计算器dc，在其内部是通过堆栈实现的。
使用Forth开发应用程序与使用其他语言开发应用程序的感受有很大的不同。Forth的一切都是透明的，使用者可以看到每一个功能的实现原理和过程，正是由于这一点，Forth可以作为学习操作系统及编程的非常好的工具。关于Forth编程的特点有一个较为贴切的描述："如果C语言给你的感觉是：它是最好的程序设计语言，那么使用Forth给你的感觉则是：自己是最好的程序设计师。”

## 实现
在微軟的windows操作系统下，一個很好的Forth系統是Win32Forth。詳見win32forth 。
GNU/Linux系列操作系统下，GForth是GNU對ANS Forth的一個實現，可在gnu网站下载（另有HTTP链接，GNU软件一般推荐通过镜像站点下载）。下載後，使用通常的configure; make; make install指令即可編譯安裝。GForth還可以內置在著名的文本編輯器Emacs中使用。若出现问题，请阅读BUILD-FROM-SCRATCH文件。
GForth同时适用于其他系统，例如OS X等UNIX类系统。

## 引用
1. ↑  C. H. Moore; E. D. Rather; D. R. Colburn. . . ACM SIGPLAN History of Programming Languages 28 (3). March 1993  [2021-04-04]. （原始内容存档于2011-08-22）.
2. ↑  NASA applications of Forth (original NASA server no longer running, copy from archive.org)
3. ↑  .   [2007-09-04]. （原始内容存档于2010-10-24）.
4. ↑  （页面存档备份，存于）
5. ↑  （页面存档备份，存于）
6. ↑  HTTP链接（页面存档备份，存于）
7. ↑  镜像站点（页面存档备份，存于）

## 外部連結
- FIG（页面存档备份，存于），Forth兴趣小组，是致力于教育和推广Forth编程语言的一个全球性的非盈利组织。
- Forth公司主页（页面存档备份，存于），上面有很多经典的Forth学习资料，历史和教程。
- 中国Forth程序员，Forth程序员社区和资料站。
- Starting Forth（页面存档备份，存于），Leo Brodie写的Forth语言的入门教材，该书的特色是使用大量生动的图片来说明程序执行的流程。